# 金森 (1933年)
金森（1933年5月—），中华人民共和国政治人物、外交官。1985年，接替陆维钊担任中华人民共和国驻阿尔及利亚大使。1988年，由安惠侯接任。1992年，任中华人民共和国驻埃塞俄比亚大使。